# Радоцина
Радоцина (пол. Radocyna) — лемківське село в Польщі, в у солтистві Криве гміни Сенкова Горлицького повіту Малопольського воєводства. Припинило своє існування після депортації українців 1944—1947 років.
Село розташовувалося по обидва береги річки Віслоки за 35 км від повітового міста Горлиці, колись Краківського воєводства, неподалік кордону зі Словаччиною. Із західної сторони села знаходилась гора Вілюся (692 м.), а зі східної — Дубовий Верх (664 м.). Одразу за лісистим вершком, який називали Бескидик, знаходились села Липна, Чорне і Довге. Сьогодні це південно-східні околиці Магурського Національного парку.

## Історія села
Перша письмова згадка про село сягає 1595 року. Реєстри податків за 1629 та 1680 роки свідчать, що село, скоріш за все, належало до малих. У XVI ст. Радоцина було власністю Стадницьких із Змигорода. Надалі село почергово переходило у власність Хлевіцьких, Любомирських і Сімінських.
У 1636 році громада змінила священика («попа»), що свідчить про те, що у селі була православна церква, яка входила до складу Перемиської єпархії. За дуже приблизними розрахунками після 1692 року село прийняло постанову Берестейської Унії і перейшло у греко-католицьку церковну структуру.
У XVIII ст. відбулася розбудова Радоцини. 1758 року у центрі села на пагорбі була збудована трибанна дерев'яна церква і плебанія для священика. На цей час у селі нараховувалось 389 мешканців, що у порівняні з 33 мешканцями у 1665 році, свідчить про значний приріст населення. Метричні книги провадилися: народжених від 1864 р., вінчаних від 1879 р., померлих від 1912 р. У XVIII ст. село мало власну парафію і нараховувало близько 400 осіб. В 1799 р. приєднано Довге до парафії як дочірню церкву.

### За Австро-Угорщини
В результаті першого поділу Польщі (1772) село, як і вся Лемківщина, було приєднано до складу Австро-Угорської імперії. Після зміни влади, і як наслідок лібералізації, у школі та церкві було дозволено використання української мови. 1888 року у селі функціонувала парафіяльна школа, де вчителював місцевий дяк. Тут здобував початкову освіту філософ і богослов Йосиф Ярина. Також у селі була пивоварня і тартак.
У 1888 році у селі нараховувалось 87 господарств та 486 мешканців, з яких 479 були греко-католиками і 7 євреїв. 1898 року замість церкви, що була неподалік річки Вислоки, у напрямку до села Конечна на пагорбі було збудовано нову дерев'яну церкву св. Косми і Дем'яна, яка була парафіяльною церквою Дуклянського деканату.
У 1912 році у селі було збудовано кам'яна будівля для школи, мури якої стоять і по нині. Це єдиний будинок у Радоцині, що хоч і розвалений, залишається на згадку про українців, які проживали тут до депортацій. У 1910–1914 роках серед радоцинян і мешканців сіл Граб, Довге і Чорне під впливом російських емісарів поширився рух за повернення до православ'я.

### Перша світова війна
Під час Першої світової війни у Радоцині та околицях проходила лінія фронту і точилися запеклі бої, про що свідчать численні поховання на її території. Біля сільського цвинтаря був упорядкований військовий цвинтар № 43 з 1915 року, проєктований Д.Юрковичем, на якому поховано 4 австрійці і 79 росіян. «На початку Першої світової війни — пише Микола Мушинка — в Радоцині та її околиці йшли запеклі бої між австрійцями і росіянами… Австрійці вже в перші дні війни заарештували 12 радоцинців і відправили у горезвісний табір Талергоф, а саме: Миколу Юрковського, Іллю Добровольського, Іван Кравчицького, Іллю Петриляка, Василя Турка, Теренія Куриловича, Павла та Івана Костиків, Семена Павелчака, Андрія Гелету, Івана та Максима Павелчаків. Перший з них тоді був студентом Горлицької гімназії, який приїхав з Радоцини в Горлиці на військовий набір. Комісія визнала його непридатним для військової служби, однак тут же запропонувала йому вступити добровольцем у польський „легіон“. За відмову його арештували і відправили у Талергоф, куди він прибув увечері 12 вересня 1914 року». З поміж усіх ув'язнених 4 померло (Максим Павельчак, Іван Павельчак, Андрій Гелетка, Ілля Добровольський) у таборі, а 7 повернулися додому. Микола Юрковський став культурним діячем і педагогом, займаючи по закінченню війни посаду заступника керівника російської школи у Горлицях.
У 1918 році під час народного віче мешканці села проголосували за приєднання до Флоринської Республіки.

### Друга Річ Посполита
У 1928 році усі мешканці села повернулися до православ'я, заклавши одну з перших православних парафій, визнану владою Польської Республіки. Через те, що їм не можна було користуватися греко-католицькою церквою і плебанією у цьому ж році було збудовано новий тимчасовий будинок для Богослужінь. Згідно з планом, передбачалося побудувати нову церкву, але ці наміри не були здійснені.
У цей час відновила свою діяльність читальня ім. Качковського, при якій функціонував хор і театр, яким керувала Стефанія Павлишин. У селі часто відбувалися з'їзди православного духовенства (так звані соборники).
У 1931 році село займало 9,66 км². У 1936 тут мешкало 435 православних, 2 греко-католики, 28 римо-католиків (військові пограничної застави), 1 єврейська родина (мали свій магазин), 1 циганська родина (займалась ковальством). Згідно з «Шематизмом Греко-католицького духовенства апостольської адміністрації Лемківщини» (Львів, 1936), в середині 1930-х років в Радоцині проживало 655 осіб, з них 625 православних, 28 римо-католиків, 2 греко-католики. У цей час нараховується 85 господарств, дві церкви, два магазини, адміністрація пограничної застави та вітряк.
Під час ДСВ у селі знаходилась німецька прикордонна застава Grenschutzu. 19 січня 1945 року у село увійшла радянські війська. Тоді ж до радянської армії було мобілізовано 6 місцевих мешканців: Петро Барна, Іван Курилович, Микола Пиртко, Дмитро Плясконь, Петро і Яцко Чани.

### Післявоєнна трагедія
У 1945 році більшість мешканців села була вивезена на схід Радянської України, переважно до Дніпропетровської, Кіровоградської, Одеської та Миколаївської областей. Згодом більша частина переїхала ближче до радянсько-польського кордону, осівши у Тернопільській області та околицях Львова. Звідси у 1946 році 10 родин повернулося до Радоцини. Проте вже в 1947 році всі 27 мешканців були депортовані в рамках операції «Вісла» на повернуті західні землі Польщі.
Після депортації українців територія села протягом тривалого часу використовувалась структурами державного управління сільського господарства (PGR), яка розібрала або перепрофілювала усі вцілілі будівлі. Протягом деякого часу тут функціонував відділ органу покарання з Вишоватки. 1955 року було розібрано греко-католицьку і православну церкви. Матеріал з розібраних церков був використаний для побудови господарських будівель держгоспу в Ясьонці. Наприкінці 1950-х років у приміщенні колишньої школи мешкали дві лемківські родини: Семен Кавуля з дружиною Іриною і Олександр Суховацький з дружиною Юлією (з дому Турко), але у 1973 році вони залишили це помешкання.

## Сучасність
Неподалік місця, де стояла православна церква, у центрі села збереглася кам'яна капличка та кілька кам'яних і залізних придорожніх хрестів з кінця XIX ст., рештки пивниць. При повороті в неіснуюче село Липна, неподалік лісового готелю, стоїть великий дерев'яний хрест з 1936 року, встановлений місцевою православною парафією на місці попереднього з 1899, як пам'ять про скасування панщини.

## Перелік господарств
- Станом на 1787 рік у селі нараховувалось 67 господарств (згідно з Йосифинською метрикою):

1) Турчик Стефан, 2) Турчик Федор, 3) Турчик Фецко, 4) Сохран Савка, 5) Кулинич Василь, 6) Сенько Гриць, 7) Гелетка Данько, 8) Гелетка Петро, 9) Шута Вархоль, 10) Шута Василь, 11) Косар Гнат, 12) Кулинич Йосиф, 13) Косарович Наста, 14) Ясінський Теодор, 15) Курилко Демко, 16) Пшехшля Іван, 17) Петриляк Андрій, 18) Курилко Іван, 19) Стах Іван, 20) Турко Іван, 21) Турко Міхав, 22) Турко Марина, 23) Косар Іван, 24) Павелко Іван, 25) Демчак Яцко, 26) Кавка Іван 27) Кавка Ілько, 28) Курилко Василь, 29) Сенько Іван, 30) Костик Петро, 31) Костик Теодор, 32) Катренич Лечко, 33) Лукашчин Прокіп, 34) Білас Павло, 35) Пирдзяк Ілько, 36) Савчук Прокіп, 37) Демчак Василь, 38) Демчак Іван, 39) Катренич Теодор, 40) Васильчин Гриць, 41) Демчак Юрко, 42) Лучко Андрій, 43) Лучко Іван, 44) Дупей Фецко, 45) Мариняк Максим, 46) Жидяк Гриць, 47) Жидяк Гриць, 48) Прокіпчак Іван, 49) Катренич Адам, 50) Розум Демко, 51) Розум Стефан, 52) Катренич Гриць, 53) Гричашко Іван, 54) Курилко Міхав, 55) Барна Стефан, 56) Барна Гриць, 57) Барна Іван, 58) Курилко Афтан, 59) Курилко Петро, 60) Сивик Єва, 61) Сивик Кіндрат, 62) Сліпак Іван, 63) Сліпак Кіндрат, 64) Матійчак Іван, 65) Плясконь Стефан, 66) Сенько Стефан. Крім цього також була корчма і прикордонна застава.
- Станом на 1945 рік нараховувалось 116 родин (згідно зі евакуаційних списків):

1) Гащиц Іван, 2) Валько Дмитро, 3) Плясконь Кирило, 4) Павельчак Іван, 5) Чан Кузьма, 6) Курилович Петро, 7) Кец Юстина, 8) Шута Дмитро, 9) Пухир Микола, 10) Розум Катерина, 11) Демчак Григорій, 12) Павельчак Дмитро, 13) Гитко Анна, 14) Павельчак Михайло, 15) Турко Параска, 16) Турко Андрій, 17) Боган Трифон, 18) Прокіпчак Іван, 19) Матійчак Петро, 20) Стах Дмитро, 21) Барна Петро, 22) Чан Семен, 23) Добровольська Анна, 24) Чан Петро, 25) Фарієвич Іван, 26) Васильчин Теодор, 27) Хомик Михайло, 28) Добровольський Ілля, 29) Барна Максим, 30) Катренич Микола, 31) Ганчовський Петро, 32) Моряк Андрій, 33) Шуркала Марія, 34) Байса Петро, 35) Васильчин Семен, 36) Барна Яків, 37) Венцко Григорій, 38) Курилко Петро, 39) Барна Марія, 40) Матійчак Розалія, 41) Бовдись Марія, 42) Валько Пелагія, 43) Васильчин Петро, 44) Курилк Петро, 45) Валько Андрій, 46) Костик Михайло, 47) Падла Порфирій, 48) Ясінський Василь, 49) Савчак Іван, 50) Розум Мотрина, 51) Плясконь Іван, 52) Косарович Максим, 53) Жидяк Теодор, 54) Ганьчовський Теодор, 55) Сабатович Дмитро, 56) Турко Сусанна, 57) Костик Андрій, 58) Мудрий Порфирій, 59) Добровольська Теодора, 60) Ганьчовська Анастасія, 61) Гелетка Василь, 62) Барна Василь, 63) Чан Микола, 64) Кавка Михайло, 65) Костик Марія, 66) Фарієвич Марія, 67) Кавуля Семен, 68) Шевчик Теодор, 69) Шевчик Онуфрій, 70) Барна Петро, 71) Барна Семен, 72) Кобані Текля, 73) Кобані Петро, 74) Шевчик Теодозія, 75) Плясконь Кирило, 76) Костик Дмитро, 77) Дем'янович Захар, 78) Кавуля Демко, 79) Бурейчак Антоній, 80) Чулик Василь, 81) Курилович Григор, 82) Мабат Теодозія, 83) Турко Михайло, 84) Розум Катерина, 85) Ганчевська Анастасія, 86) Слота Федір, 87) Смій Василь, 88) Дранч Василь, 89) Надловський Михайло, 90) Павельчак Семен, 91) Сабат Семен, 92) Ардан іван, 93) Попик Іван, 94) Сабат Іван, 95) Либов Павло, 96) Опалок Іван, 97) Кец Семен, 98) Косарович Іван, 99) Стах Анна, 100) Кравчицький Петро, 101) Попик Єва, 102) Фарієвич Павло, 103) Скуба Пелагія, 104) Ганчевський Андрій, 105) Павельчак Павло, 106) Курилович Петро, 107) Шута Федір, 108) Курило Марія, 109) Барна Петро, 110) Розум Семен, 111) Ганчовський Василь, 112) Фарієвич Володимир, 113) Прокіпчак Анна, 114) Кец Дмитро, 115) Катренич Федір 116) Курилка Семен.

## Відомі люди
- Йосиф Ярина (1788—1817) — богослов і педагог, філософ, поет і літературознавець, професор Львівського університету
- Микола Барна (1938)